# Florence (Oregon)
Florence is een plaats (city) in de Amerikaanse staat Oregon, en valt bestuurlijk gezien onder Lane County.

## Demografie
Bij de volkstelling in 2000 werd het aantal inwoners vastgesteld op 7263. In 2006 is het aantal inwoners door het United States Census Bureau geschat op 8122, een stijging van 859 (11,8%).

## Geografie
Volgens het United States Census Bureau beslaat de plaats een oppervlakte van 14,2 km², waarvan 12,7 km² land en 1,5 km² water. Florence ligt op ongeveer 8 m boven zeeniveau.

## Plaatsen in de nabije omgeving
De onderstaande figuur toont nabijgelegen plaatsen in een straal van 40 km rond Florence.

## Bezienswaardigheden
- Het historische centrum van Florence ligt aan de noordoever van de Siuslaw. Dicht aan het water zijn veel winkels en restaurants.
- De Siuslawbrug werd in 1936 opgeleverd.[4] In datzelfde jaar kwamen nog vier andere bruggen langs de kust van Oregon gereed. Met de komst van de brug was de veerdienst overbodig geworden. Commerciële activiteiten concentreerden zich langs de Highway 101 waardoor het oude centrum minder belangrijk werd. De Siuslaw is bevaarbaar tot Mapleton, zo'n 20 kilometer landinwaarts.
- Ten zuiden van Florence liggen veel duinen. De duinen strekken zo'n 60 kilometer naar het zuiden tot Coos Bay. De toppen van de duinen bereiken een maximale hoogte van 150 meter. In de Oregon Dunes National Recreation Area zijn er veel voorzieningen om de duinen te bezoeken.[5]
- Op zo'n 20 kilometer ten noorden van de plaats zijn de Sea Lion Caves. De grotten staan in open verbinding met de oceaan en veel zeeleeuwen en vogels verblijven er.

## Trivia
- In november 1970 strandde een dode potvis op het strand voor Florence. Men besloot het kadaver op te ruimen met dynamiet.[6] Er werd echter te veel dynamiet gebruikt, waardoor rondvliegende stukken op 250 meter van de plaats van de explosie terechtkwamen. Omstanders werden bedekt onder de blubber, maar er vielen er geen gewonden.